# Французский период

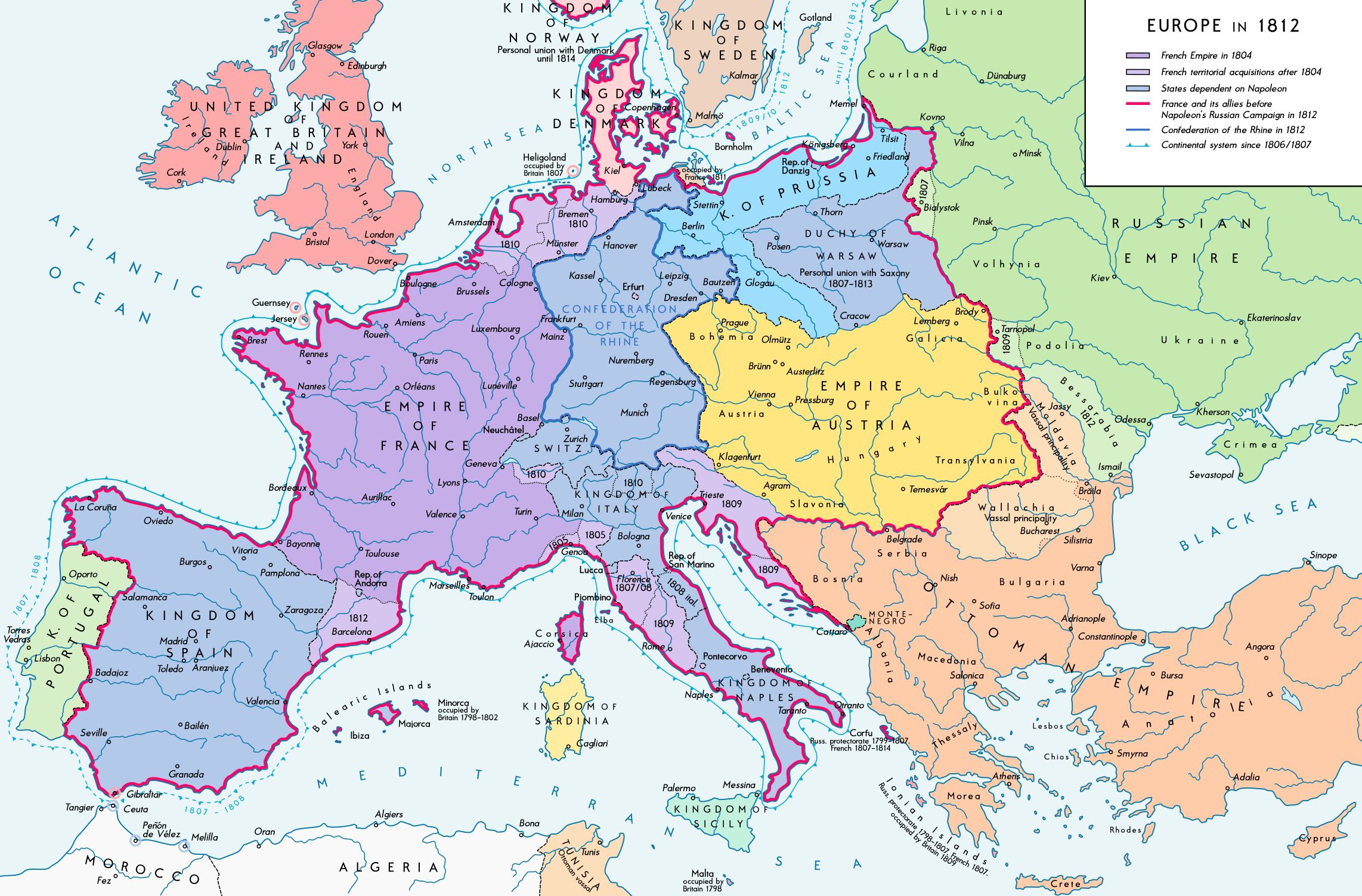
Европа в 1812 году

Французский период (фр. Période française, нем. Franzosenzeit, нидерл. Franse tijd) — термин северо-европейской историографии, под которым подразумевается период с 1794 по 1815 год, когда большая часть Северной Европы контролировалась республиканской и наполеоновской Францией. Точная продолжительность периода зависит от соответствующего местоположения.
В немецкой историографии этот термин появился в XIX веке и приобрел националистический оттенок. Он вошёл в употребление в Германии с популярной работой Фрица Рейтера Ut de Franzosentid (1860) и использовался вместе с концепцией Erbfeind («наследственная вражда») для выражения антифранцузских настроений в рамках формирования немецкой национальной идентичности и как таковой использовался ненейтральным образом в Германской империи и Третьем рейхе. Со времён окончания Второй мировой войны этот термина начали избегать, сегодня более широко используются понятия «Французские революционные войны» и «Наполеоновские войны».

## Регионы
Французское правление, прямо или косвенно, включало, среди прочего, следующие области:
- Австрийские Нидерланды,
- Брауншвейг,
- Бремен,
- Великое герцогство Берг,
- Восточный Эмс,
- Гамбург,
- Ганзейские департаменты,
- Гельветическая республика,
- Иллирийские провинции,
- Королевство Вестфалия,
- Королевство Голландия,
- Курфюршество Ганновер,
- Герцогство Ольденбург,
- Пруссия,
- Рейнский союз,
- Левый берег Рейна,
- Льежское епископство,
- Любек,
- Ольденбург

## История

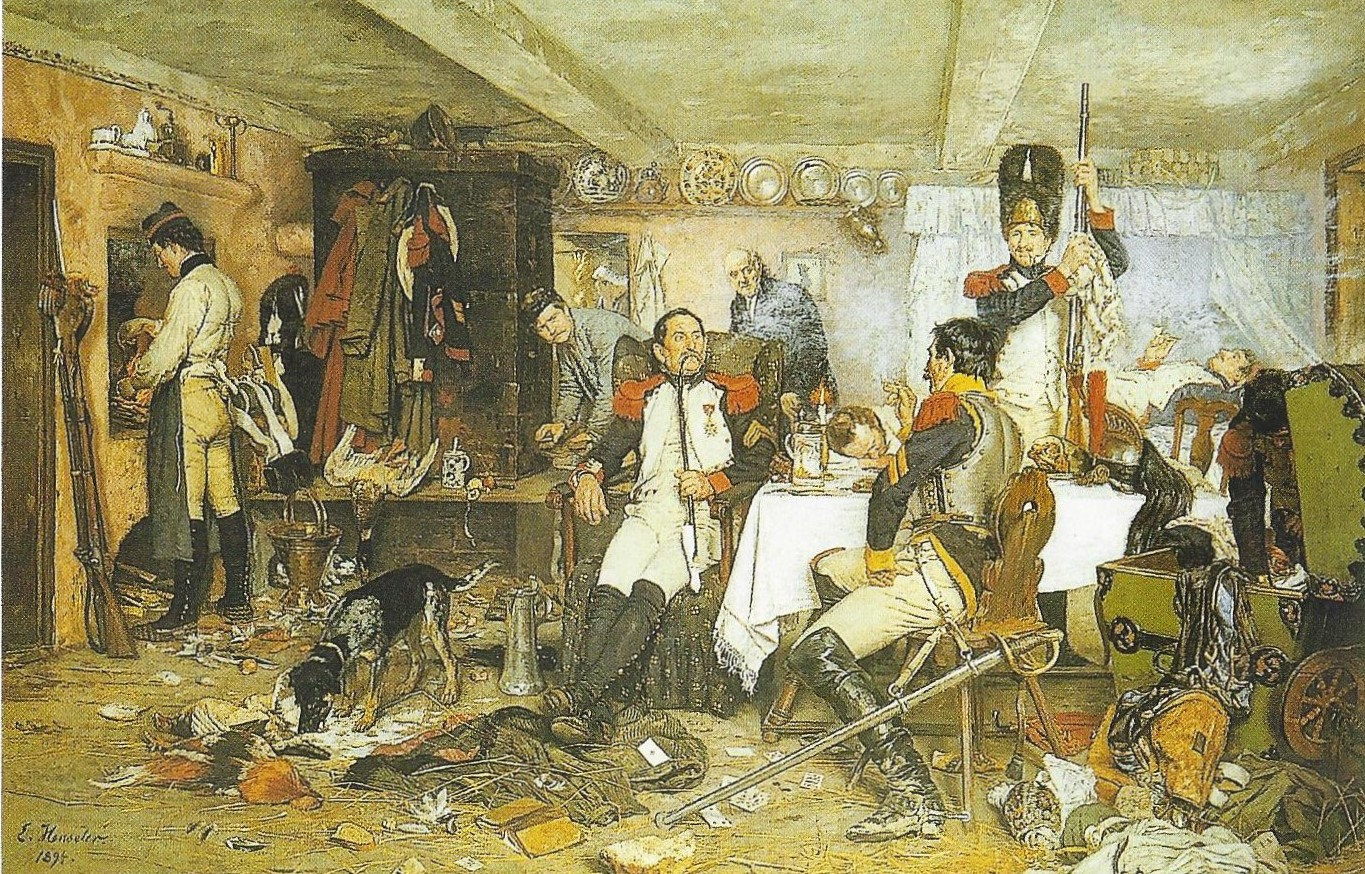
Эрнст Хенселер. Из французского периода (1894 год).

После битвы при Аустерлице и войны Третьей коалиции Наполеон распустил Священную Римскую империю, присоединил части Австрии и некоторые германские государства к Франции и сформировал германские государства в Рейнский союз. Наполеон был их «защитником», но поскольку Конфедерация была прежде всего военным союзом, их внешняя политика полностью находилась под контролем Франции, и государства должны были снабжать Францию большим количеством военных войск. Беспокойство по поводу массового призыва (levée en masse) также спровоцировало восстание, известное как Крестьянская война, в 1798 году на территории современной Бельгии и Люксембурга. В Германии Наполеон образовал Великое герцогство Берг и Королевство Вестфалия, которые он передал генералу Иоахиму Мюрату и своему брату Жерому Бонапарту. Были аннексированы и стали департаментами Франции Австрийские Нидерланды (Дё-Нет, Диль, Жеммап, Лис, Форе и Эско) и княжество-епископство Льежбыли (Нижний Мёз, Самбра-и-Маас, Урт).
Во время французской оккупации был введен Кодекс Наполеона, в ходе которого немецкий народ соприкоснулся с идеалами Французской революции, включая национализм. В Пруссии это дало старт конституционным, политическим, социальным и военным реформам, которые оказались критически важными в дальнейшей войне против Наполеона (историк Ганс-Ульрих Велер описал этот процесс как оборонительную модернизацию Также реформы проводились в государствах Рейнского союза, Берге и Вестфалии, что было вызвано финансовыми и рекрутскими повинностями перед империей.
В самом союзе уже были восстания против французского владычества, и после разгрома французов во время вторжения в Россию командующий прусским корпусом Йорк подписал с Россией перемирие. Политически мотивированные народные песни, появившиеся в этот период, включают «Песню о побеге» и «Песню Андреаса Гофера».

## Итоги
Французский период в значительной степени способствовал возникновению идеи единства и национального самосознания в Германии. Многие регионы с их различными диалектами нашли в борьбе против французской оккупации «немецкий язык» как общее определение антифранцузских настроений или свободы. На Вартбургском фестивале 1817 года зародились первые настоящие движения среди студентов — возникли братства и студенческие организации, которые избрали своими цветами чёрный, красный и золотой цвета. Во время домартовского периода стремление к свободе от правительства подавлялось вплоть до мартовской революции 1848 года и формирования первого немецкого парламента, хотя в нём участвовали не все немецкоязычные территории. С переходом Франца II из правителя Священной Римской империи в правители Австрии также возник политический раскол между Пруссией и Австрией, который заложил основу для исключения Австрии из германского вопроса.